# Whisby
Whisby – osada w Anglii, w hrabstwie Lincolnshire, w dystrykcie North Kesteven. Leży 9 km na południowy zachód od Lincoln i 192 km na północ od Londynu.